# 산로쿠 전쟁
산로쿠 전쟁(三六戦争)은 일본 자유민주당 소속 중의원 의원이던 가토 무쓰키와 미쓰즈카 히로시 사이에 일어난 당내 항쟁이다. 두 사람의 알력은 국철분할민영화를 둘러싼 대립에서 시작해 당내 파벌 중 하나인 청화회의 주도권 다툼으로 이어졌고 이는 청화회를 분열시킨 원인이 되었다.

## 아베의 후계 분쟁
아베 신타로가 이끌던 청화회에는 주요 간부 네 명이 있었는데 이를 아베파 사천왕이라 불렀다. 시오카와 마사주로, 모리 요시로와 함께 가토와 미쓰즈카도 사천왕의 일원이었는데 아베가 1991년 5월 사망하면서 파벌 회장 자리가 비게 되었다. 아베는 몸이 좋지 않아 후계자 경쟁은 일찍부터 활발했는데 그것이 본격화된 것이었다.
사천왕 중 미쓰즈카가 가장 후배였지만 가토와 모리가 리크루트 사건에 연루되자 다케시타 노보루의 후원을 받아 내각과 당의 요직을 역임해 실력자로서의 기반을 다졌다. 가토와 모리는 그런 미쓰즈카를 경계했는데 미쓰즈카와 가토의 대립을 산로쿠 전쟁, 미쓰즈카와 모리와의 대립을 MM 전쟁이라 부르게 되었다. 사천왕 중 가장 연장자였던 시오카와는 후쿠다 다케오와 가까운 사이였기에 표면적으로는 세 사람의 주도권 경쟁과 거리를 두었다.
아베 사후 청화회 사무총장이었던 미쓰즈카는 파벌 회장직에 대한 의욕을 보였다. 가토는 자민당 정조회장 자리에 관심을 보여 파벌 내부 경쟁에서 잠시 이탈했으며 자신을 대신하여 미쓰즈카를 견제하기 위해 시오카와를 지원했다.
처음에는 미쓰즈카와 가토의 세력이 파벌을 양분하여 비슷한 세력을 형성했지만 가토가 지지한 시오카와는 파벌 내에서의 인망이 부족하고 암 수술을 받은 직후라 건강 문제가 겹쳐 젊은 의원들의 지지를 받지 못했다. 결국 시오카와는 차기 파벌 회장직을 둘러싼 경쟁에서 스스로 이탈했고 이로써 가토는 미쓰즈카보다 열세에 몰렸다. 이에 다케시타파 회장이던 가네마루 신이 청화회의 좌장이던 하세가와 다카시에게 직접 회장이 될 것을 권해 청화회 후계 회장 문제에 개입했다. 다케시타의 지원을 받던 미쓰즈카의 회장 취임을 막는 것이 목적이었지만 하세가와는 가네마루에게 다른 파벌이 청화회 문제에 왜 개입하냐며 반박했고 이 사건을 계기로 청화회 대부분이 미쓰즈카 지지로 돌아서버렸다. 다케시타의 비서 출신으로 대학 후배인 모리도 미쓰즈카 지지를 표명하면서 미쓰즈카가 청화회 회장으로 결정됐다.
모리는 "나는 가토 씨가 아베 씨의 후계가 되면 후쿠다 다케오 씨의 정신은 사라질 것이라 생각한다. 그러므로 아베 씨의 후계를 누구로 하면 좋을지 결정할 때 시오카와 씨가 하지 않는다면 미쓰즈카 씨 외엔 없다고 생각했다. 기타가와 마사야스 군이 우리 집에 와서 "당내의 젊은 의원들은 가토 씨가 후계가 돼선 곤란하다고 말하고 있습니다. 모리 씨와 미쓰즈카 씨가 충돌해서 파벌이 쪼개지는 것도 곤란합니다. 그러니 모리 씨와 미쓰즈카 씨가 연합해주길 원하며 회장은 미쓰즈카 씨가 맡고 모리 씨가 이를 지지해주면 좋지 않겠습니까"라고 말했다. 아베 씨도 마지막까지 할 생각이 있었고 후계 문제 같은 건 말하지 않았다"고 술회했다.
다케시타파의 가네마루와 오자와 이치로가 가토를 지지했던 것이 청화회 후임 회장 문제를 결착시킨 셈이 되었다. 이때 가토가 오자와의 지지를 받았던 인연에서 훗날 오자와가 다케시타파를 이탈하고 나아가 자민당을 탈당해 신생당을 만들었을 때 가토 그룹도 합류하는 토양은 이때 마련된 것으로 볼 수 있다.

## 미야자와 내각 발족을 전후하여

### 미쓰즈카파
1991년 일본 자유민주당 총재 선거 때 미쓰즈카도 입후보했으나 와타나베 미치오에게도 밀려 3위에 그쳤다. 당초 다케시타파는 후보를 내지 않고 다케시타가 미쓰즈카를, 가네마루가 와타나베를 지지했지만 최종적으론 미야자와 기이치 지지로 돌아섰다. 총재 선거에서 승리한 미야자와 기이치는 미쓰즈카파에 대한 보복 인사를 계획하여 아무도 입각시키지 않고 당 3역에서도 축출하고자 했으나 후쿠다가 중재해서 네 명이 입각하고 모리가 정조회장에 취임하는 것으로 정리됐다. 하지만 미쓰즈카파에게 배분된 각료직은 자치대신, 방위청·과학기술청·환경청 장관으로 내각의 핵심 자리는 아니었기에 보복 인사의 성격은 짙게 남아있었다.

### 가토 그룹
가토는 분파 행동을 했다 하여 총재 선거 직전인 1991년 10월 미쓰즈카파에서 제명됐다. 선거가 끝난 뒤에 가토는 후키다 아키라, 고가 잇세이, 야마오카 겐지, 다나부 마사미 등과 함께 정진회를 결성했다. 가토는 미쓰즈카파에서 추가 이탈자를 기대했지만 미쓰즈카파가 내부 단속에 나서면서 추가 이탈자는 거의 없어 중참 의원을 합해 10명 안팎에 불과해 당내 최소 파벌에 머물렀다. 하지만 미야자와 내각에서 다나부가 농림수산대신으로 취임하여 미쓰즈카파에 비하면 좋은 대우를 받았다.

## 그후
1996년 11월 하시모토 류타로가 총리대신에 취임하고 미쓰즈카는 대장대신으로 입각했다. 하지만 야마이치 증권, 홋카이도척식은행 등이 파산하는 등 미증유의 금융위기가 일어날 때 지도력을 발휘하지 못했고 대장성 접대 오직 사건까지 겹치면서 결국 사임했다. 이 여파로 파벌 회장직도 사임하여 모리가 신임 회장이 되었다. 이후 모리는 2000년 후쿠다 이후 오랜만에 청화회 출신 총리대신으로 선출되었다.
한편 가토는 1993년 7월 제40회 일본 중의원 의원 총선거 직후 자민당을 탈당하여 오자와가 창당한 신생당에 합류했다. 해당 선거에서 오자와는 7개 야당을 모아 연립 정권을 발족시켰고 가토는 하타 쓰토무 총리대신 밑에서 농림수산대신으로 취임했다. 연립 정권이 무너진 뒤에도 가토는 오자와와 행동을 함께 하여 신진당, 자유당에 몸담았다. 1996년 제41회 일본 중의원 의원 총선거 때에는 오카야마현 제4구에서 하시모토와 맞붙었는데 하시모토가 지역구에서 당선됐고 가토는 비례대표로 부활했다.
이후 가토는 2000년 6월 총선에 불출마하여 정계를 은퇴했으며 2006년 2월에 사망했다. 미쓰즈카는 2003년 11월 총선에 불출마하여 정계를 은퇴한 뒤 2004년 4월에 사망했다.
이후 청화회는 갖은 실언으로 모리가 회장에서 물러난 뒤 마치무라 노부타카, 호소다 히로유키가 회장직을 차례로 계승했다. 가토의 의원직을 세습받은 사위 가토 가쓰노부는 헤이세이 연구회 소속이지만 아베 신조의 측근으로 활동하며 내각관방 부장관, 후생노동대신, 자민당 총무회장 등의 요직을 거쳤다.